# Váraszó, Heves
Váraszó  este un sat în districtul Pétervására, județul Heves, Ungaria, având o populație de 491 de locuitori (2011). 

## Demografie
Componența etnică a satului Váraszó
     Maghiari (91,73%)
     Romi (8,27%)
Componența confesională a satului Váraszó
     Romano-catolici (75,56%)
     Fără religie (6,92%)
     Reformați (1,43%)
     Necunoscută (15,48%)
     Greco-catolici (0,61%)
     Alte religii (0,81%)
Conform recensământului din 2011, satul Váraszó avea 491 de locuitori. Din punct de vedere etnic, majoritatea locuitorilor (91,73%) erau maghiari, cu o minoritate de romi (8,27%).  Din punct de vedere confesional, majoritatea locuitorilor (75,56%) erau romano-catolici, existând și minorități de persoane fără religie (6,92%) și reformați (1,43%). Pentru 15,48% din locuitori nu este cunoscută apartenența confesională.